# استبدال الوقف
استبدال الوقف، وهو إخراج العين الموقوفة عن جهة وقفها بتعويضها بأخرى، أو بيعها وشراء عين بدلها، وانقسم الفقهاء في مشروعية استبدال الوقف فيما عدا المساجد إلى مضيقين ومتوسعين، وله مقاصد شرعية، فالناظر في تاريخ الوقف في الإسلام، يتجلّى له أن المقاصد الشرعية لاستبدال الوقف، تشمل كل مجالات الحياة، ديني، واجتماعي، واقتصادي وغير ذلك، واستبدال الوقف، له ضوابط، منها ما يخص ناظر الوقف القائم عليه، ومنها ما يختص بالعين الموقوفة، ومنها ما يختص بالعين المشتراه المبدلة بها، وحاولت بعض الدول في العصر الحديث تنظيم عملية استبدال الوقف بقوانين، إذّ ذهبت إلى جواز ذلك في حالة اشتراط الواقف، أو وجود ضرورة في ذلك.

## مفهوم استبدال الوقف
استبدله واستبدل به إذا اتخذ منه بدلاً، واستبدال الشيء بغيره، وتبدله به، إذا أخذه مكانه.
وفي الاصطلاح: نقل الوقف من عين إلى أخرى، أو بيع الموقوف وجعل بدل منه، أو إخراج العين الموقوفة عن جهة وقفها بأخذ العوض عنها بطريق المعاوضة، أو شراء عين بدل التي بيعت لتكون وقفاً بدلها.

## الحكم الشرعي لاستبدال الوقف
ذهب جهور الفقهاء إلى عدم جواز اســتبدال المسجد مطلقا، خلافاً للحنابلة الذين لم يفرقوا في الاســتبدال بين المسجد وغيره، إذا خرب وتعطلت مصالحه، أما فيما عدا المسجد فقد تنوعت أقوالهم على النحو التالي:
مذهب المضيقين: وهم الذين شدَّدوا في جوازه خوفاً من ضياعه، فضيقوا من حالاته؛ فالأصل عندهم المنع، ولا يباح، إلا استثناء، ويظهر ذلك في آراء المالكية بالدرجة الأولى، والشافعية بالدرجة الثانية، والحنفية بالدرجة الثالثة.
مذهب المتوسعين: وهو مذهب المجوزين في الأصل ولا يمنع عندهم، إلا في حالات، كاستمرار الغلّة، وذلك باستمرار المصلحة العامة للموقوف عليهم، ويمثله الحنابلة بالأساس.

## المقاصد الشرعية من استبدال الوقف

### أولاً: مقاصد استبدال الوقف الدينية
إن استبدال العين الموقوفة إذا خربت وتعطلت منفعتها المقصودة منها، ولم يكن لها فائدة، كأسلحة بعض المجاهدين الذين يحرسون الأمة، ويحفظون دينها، أو هلكت بعض المواقع العسكرية الموقوفة لحراسة الحدود، أو تعطلت المساجد مثلا، كما هو ملاحظ في كثير من البلاد الإسلامية من كثرة النكبات والتخريب بسبب الحروب، فهذا الاستبدال يُحتاج إليه، من أجل تطوير المسيرة التعليمية، وتحقيقاً لمقصد حفظ العقل، فإنها لو تُركت ولم تُستبدل، لم تأمن على نفسها ودينها من العدو، فإن هذا كله يستدعي المصلحة لاستبدالها لحفظ الدين.
فالمقصد الشرعي لاستبدال الوقف يحقق مقصداً حاجياً لحفظ الدين، كما ذُكر في مجموع الفتاوى: "لا يُبنى مسجد يراد به الضرار لمسجد إلى جانبه، فإن كثر الناس فلا بأس أن يُبنى وإن قرب، وتحويل المسجد إذا ضاق بأهله إلى أوسع منه؛ لأن ذلك أصلح وأنفع؛ لا لأجل الضرورة.
واستبدال العين الموقوفة للجهاد، كالفرس والسلاح إذا احتيج إلى ما هو أفضل منه، أو المراكز العسكرية والمساجد، والمدارس القرآنية وغيرها من دور العلم، إذا ضاقت بأهلها، واستبدلت إلى ما هو أوسع منها، فهذا يُعد مقصداً حاجياً لحفظ الدين والعقل.

### ثانياً: مقاصد استبدال الوقف الاجتماعية
توثيق عرى الأخوة والتضامن بين أبناء الأمة الإسلامية، ومن ذلك ما جاء في كتاب حجة الله البالغة: "ومن التبرعات الوقف وكان أهل الجاهلية لا يعرفونه، فاستنبطه النبي ﷺ لمصالح لا توجد في سائر الصدقات، فإن الإنسان يصرف في سبيل الله مالا، ثم يفنى، فيحتاج الفقراء تارة أخرى، ويجيء آخرون، فيبقون محرومين فلا أحسن ولا أنفع للعامة من أن يكون شيء حبسا للفقراء وأبناء السبيل تصرف عليهم منافعة، ويبقى أصله على ملك الواقف.
وقد كانت في فلسطين أوقاف مخصصة لتوفير مهور الفتيات اليتيمات، كي يتسنى لهن الزواج.
فإذا خربت تلك الأوقاف وتعطلت منفعتها، فيحتاج الفقراء تارة أخرى، فالحاجة تدعوا لا ستبدالها لحفظ مورد دائم للفقراء والمساكين، ولأنهم بحاجة دائمة لذلك المال، وللفقراء الذين يأتون بعدهم، حتى لا يبقون محرومين، فيوفر لهم مصدراً دائماً عبر العصور، وبهذا الاستبدال يتحقق مقصد التكافل الاجتماعي.
ومن المقاصد: المساهمة في توفير الرعاية الصحية، إذ يقوم الوقف بدور كبير للأفراد، خاصة غير القادرين، والعجزة والمسنين، فلذلك وُقِفَت دورٌ للعجزة والمسنين، والمستشفيات، والعيادات والأجهزة الطبية، فالوقف يشكل مورداً كبيراً في التمويل المستمر لجهات العلاج باهظ التكاليف، فبتوفير الرعاية للمسنين والمرضى يتحقق حفظ مقصدين أساسيين من مقاصد الشريعة: (حفظ النفس والعقل)، وضياع مثل هذه الأوقاف وتعطلها، يستدعي استبدالها باعيان أخرى تحل محلها، لتؤدي الغرض المقصود منها، وواضح من هذا المقصد أنه يخدم المصالح الحاجية ويرفع الحرج والضيق عن الأمة الإسلامية.

### ثالثاً: مقاصد استبدال الوقف الاقتصادية
إن في الوقف ضمان لبقاء المال ودوام الانتفاع به والاستفادة منه مدة طويلة، فإن الموقوف لا يجوز لأحد أن يتصرف فيه تصرفاً يُفقده صفة الديمومة والبقاء، وأما حفظ المال فطريقه الإمساك عن الإتلاف المنهي عنه شرعاً، وحفظ الأموال الفردية يؤول إلى حفظ مال الأمة وبه يحصل اقتصاد الأمة، فالوقف على الأغراض التعليمية والصحية والدفاعية وغيرهما من القطاعات سيقلل من الإنفاق العام للدولة، ويؤمنُ احتياجاتها واحتياجات الأفراد، مما يساعد على النمو الاقتصادي للدولة، واستبدال الوقف ما جاء إلا لهذا المقصد، وهو الحفاظ على المال وبقاء مال الأمة على الوجه العام منتفعاً به وحصول الفائدة منه على أكبر وجه، وما شرع الوقف إلا لتكون الأمة غنية مستغنية عن الآخرين مزدهرة في اقتصادها، واستبدال الوقف عند ضعفه أو تعطل منفعته، يبقيه في حالة نضج وحيوية ينتفع منه المجتمع الإسلامي، فلذلك فإن المقصد من استبدال الوقف الحفاظ على مال الدولة ومال المسلم، ووضعه في المكان والمستفاد منه.

### رابعاً: مقصد استبدال الوقف العامر
إن مقصد استبدال الوقف العامر، يعد مقصداً تحسينياً، وهو ما كان به كمال حال الأمة، حتى تعيش آمنة مطمئنة، ولها بهجة المجتمع في مرأى بقية الأمم، حتى تكون مرغوباً في الاندماج فيها والتقرب منها، ومن أمثلة ذلك: استبدال كسوة الكعبة كما هو حاصل في كل عام مرتين، وذلك من عهد السلف إلى يومنا هذا، واستبدال حصر المسجد وأجهزته من مكبرات الصوت وآلات تنظيف وغيرها، إلا أن المقاصد التحسينية للاستبدال محدودة ومحصورة ليس كما هو في المقاصد الحاجية.

## ضوابط استبدال الوقف
إذا كان الاستبدال للمصلحة عاملاً من عوامل بقاء الوقف والمحافظة عليه، فقد يكون أيضاً سبباً في انقطاعه وضياعه، وهذا ما دفع الفقهاء إلى وضع شروط وضوابط لهذا الاستبدال، حتى يكون عاملاً من عوامل نمو الأوقاف واستمرار نفعها وريعها، وتحقيقاً لرغبة الواقف في استمرار وقفه، واستمرار نفعه للموقوف عليهم، وأهم هذه الضوابط ما يلي:

### أولاً: الضوابط المتعلقة بالمُستبدِل
"المُستبدِل قد يكون الواقف أوالناظر، أو الموقوف عليهم، أو القاضي على خلاف بين الفقهاء فيما اشترط الناظر أو لم يشترط ذلك في وقفه، وتجاوزاً للخلاف فإنه يجب أن يشرف القاضي على الاستبدال سواء أن يقوم بنفسه أو ينيب غيره؛ لئلا يحصل إبطال أوقاف المسلمين، ولذلك نجد أن بعض الفقهاء اشترط في القاضي أن يكون قاضي (الجنة)، كما يعبر به بعض فقهاء الحنفية.

### ثانياً: ضوابط العين المُبْدَلة
العين المُبْدَلة، وهي التي تحلّ مكان العين الموقوفة، ويترتب عليها أحكام الوقف، وضوابطها على النحو التالي:
1. أن تكون العين المُبْدَلة أفضل من المستبدلة في القيمة والناتج والفائدة العائدة على الموقوف عليهم، وعدم صحة الاستبدال، بما هو أدنى من العين الموقوفة أو ما يعادلها.[16]
2. أن يكون مكان العين المبدلة خيراً من العين المستبدلة.[16]

### ثالثاً: ضوابط في حالة البيع خصوصاً
1. أن لا يكون البيع بغبن فاحش، لأن البيع تبرع بجزء من الوقف، وهو مما لا يجوز لأحد سواءً في ذلك القاضي وغيره؛ ولأن القيّم بمنزلة الوكيل فلا يملك البيع بغبن فاحش.[13]
2. أن لا يبيعه القيّم ممن لا تقبل شهادته له، ولا ممن للقيم عليه دين.[7]

وهناك الكثير من الضوابط التي ذكرها الفقهاء نظراً للمرحلة الزمنية التي مرّت بها الأوقاف من تصرفات، كانت تُسيئ للأعيان الموقوفة، مما حدا بكثير من الفقهاء إلى التشدُّد في أمر الاستبدال، وبعضها في صورة إجراءات وليست ضوابط، وهي إجراءات يجوز تغييرها وتبديلها تبعاً لتغير أحوالهم وظروفهمـ بما يحفظ للوقف بقاءه، ويحقق للمستحقين مصالحهم المشروعة.

## الحالات التي يجوز فيها استبدال الوقف
الأولى: أن تتعطل منافع الوقف تعطلاً كاملاً
وهو أن يخرج الموقوف عن الانتفاع مطلقاً، كدار انهدمت وأرض خربت وصارت مواتاً، وأرض زراعية لم تعد صالحة للزراعة مطلقاً، كما إذا أصبحت سبخة وانقطع انتفاع الموقوف عليهم بها، وغيرها.
الثانية: أن تتعطل أكثر منافع الوقف
وليس بالضرورة أن تتعطل منافع الوقف بالكلية، وهو ما عناه صاحب المغني بقوله: "اللهم إلا أن يبلغ في قلة النفع إلى حدٍ لا يعد نفعاً؛ فيكون وجود ذلك كالعدم.
الثالثة: الاستبدال للمصلحة العامة
وقد تتوقف مصالح الوقف العامة على الموقوف، مثل توسيع الطرق أو حاجة المسجد، وهو مذهب المضيقين، فضلاً عن الموسعين.
الرابعة: عند ضعف النماء وتضاؤله، أو أن يشترط الواقف بيعه بطريق الاستبدال.
الخامسة: ضعف أهل الوقف عن القيام به، أو غصب العامر وإتلافه أو هجره.
السادسة: إذا احتدم الاختلاف بين أرباب الوقف بحيث لا يؤمن معه.

## نماذج من القوانين الخاصة باستبدال الوقف في العصر الحديث

### المملكة العربية السعودية
أفرد نظام المرافعات الشرعية فيها مادة قانونية خاصة، مكونة مــن فقرتين، وضح فيهما مراعاة جانب المصلحة العامة ببيع الوقف أو استبداله أو نقله، متى ما اقتضت مصلحة الوقف ذلك، على أن لا يتم شيء إلا بعد إذن المحكمة المختصة، مع بيان الأسباب الموجبة لهذه التصرفات، وليس لناظر الوقف أن يتصرف بشيء من تلقاء نفسه، وقبل إعلان المحكمة واستئذانها بذلك حسب ما هو مُبيّن في نص المادة الثالثة والعشرين بعد المائتين من القانون المذكور وفيما يلي نصه:
1. إذا اقتضت المصلحة العامــة بيــع وقــف عام أو اســتبداله أو نقله فليس لناظره أن يجري ذلك إلا بعد اســتئذان المحكمة في البلد الذي فيه الوقف، وإثبات المسوغات الشرعية التي تجيز بيعه أو استبداله، على أن يجعل ثمنه في مثله في الحال.
2. إذا اقتضت المصلحة التصرف في الوقف الأهلي ببيعه أو اســتبداله أو نقله أو رهنه أو الاقتراض له أو تعميره أو شراء بدل منــه أو تجزئته أو فرزه أو دمجه أو تأجيره  لمدة تزيد على عشر سنوات أو المضاربة بماله فيما إذا كان الثمن لا يكفي لشراء البدل، فليس لناظره أن يجري أياً من تلك التصرفات إلا بإذن المحكمة المختصة).[18][5]

### دولة الإمارات العربية المتحدة
نظمت في قانون إنشاء مؤسسة الأوقاف وشؤون القصر في الفقرة الأولى من المادة: (40)، رقم: (9) لسنة 2007م من حكومة دبي ما نصه: "تعتبر الأموال الموقوفة محبوسة أبداً عن التصرف فيها بأي نوع من أنواع التصرف من بيع أو هبة أو رهن، مالم تقتض مصلحة الوقف غير ذلك، وعلى أن يتم هذا التصرف بإذن المحكمة، فنلاحظ أن المقنن قد منع كل أشكال التصرف في الأموال المحبوسة من بيع وهبة ورهن، لكنه قيّد ذلك التصرف بالمصلحة، والتي تتوافق مع كلام فقهاء الحنابلة: "وإن لم تتعطل مصلحة الوقف بالكلية لم يجز بيعه؛ لأن الأصل تحريم، البيع، وإنما أبيح للضرورة صيانة لمقصود الوقف عن الضياع، مع إمكان تحصيله، ومع الانتفاع، وإن قل ما يضيع المقصود، اللهم إلا أن يبلغ في قلة النفع إلى حد لا يعد نفعاً، فيكون وجود ذلك كالعدم.

### جمهوريةمصر العربية
فقد أنشئت بوزارة الأوقاف لجنة شؤون الأوقاف، التي أخذت كثيراً من اختصاص المحاكم، ومنها: أحكام البدل والاستبدال، ضمن ما اشتمل عليه القانون رقم: (272) لسنة 1959م.

### دولة العراق
فقد جاء في الفقرة الأولى من المادة السادسة من قانون إدارة الأوقاف في العراق، رقم: 107) لسنة 1964م ما يلي: "للوزارة استبدال الموقوف الذي تتحقق المصلحة في استبداله ببدل من الموقوف أو النقد بحســب ما فيه الأنفع للوقف، ويتم ذلك بموافقة المجلس، وحجة مــن المحكمة الشرعية وصدور مرسوم جمهوري.

## وصلات خارجية
- استبدال الوقف في الفقة الإسلامي
- استبدال الوقف في الفقه الإسلامي والقوانين المعاصرة
- ضوابط استبدال الوقف في الشريعة الإسلامية و القانون المقارن